# Lorryia filiformis
Lorryia filiformis är ett spindeldjur som beskrevs 1996 av Faten Momen och Lars Lundqvist. Arten ingår i släktet Lorryia, familjen Tydeidae och tillhör palpkäkarna. Arten är reproducerande i Sverige.